# Лизанівський Іван Миколайович
Лизанівський Іван Миколайович (29 травня 1892, с. Заріччя, Золочівський повіт, Королівство Галичини та Володимирії, Австро-Угорщина — †1934) — український громадсько-політичний діяч, видавець та літературознавець. Редактор першого багатотомного зібрання творів Івана Франка. Член УПСР, УЦР. Один з керівників Галицько-Буковинського куреня УСС. Входив до Комітету охорони республіки з березня 1919. У квітні-серпні 1919 — керівник управління преси й інформації, держсекретар в уряді Б. Мартоса. 
Жертва Сталінського терору.

## Життєпис
Народився в селі Заріччя поблизу міста Золочів (нині у складі міста). Закінчив Золочівську гімназію та історико-філологічний факультет Львівського університету (1914), учень М. Грушевського.
У 1910—1912 — особистий секретар Івана Франка. Від 1914 року мешкав у Наддніпрянській Україні.
Влітку-восени 1917 року очолював Галицько-Буковинський комітет, один з організаторів Галицько-Буковинського куреня січових стрільців у листопаді 1917 року і того ж року став членом Української Центральної Ради.
20 січня 1918 року на вічі українців з Австро-Угорщини в Педагогічному музеї Києва Лизанівський наголосив — хоча австро-угорські українці є громадянами іншої держави, але повинні взяти участь у захисті Української Республіки і закликав усіх галичан та буковинців вступати в полки «січових стрільців», що вже формуються в Києві.
Після поразки національно-визвольних змагань залишився в УСРР. У 1920-х завідував видавництвом «Рух» (Харків). В травні 1921 році засуджений у справі УПСР разом з В. Голубовичем, Н. Петренком, Ю. Ярославом. Невдовзі амністований, працював у видавництві «Книгоспілка».
У 1924—1929 роках разом із Сергієм Пилипенком був редактором першого багатотомного зібрання творів Івана Франка. Автор літературознавчих студій про І. Франка, О. Кобилянську, В. Стефаника.
2 лютого 1931 року заарештований удруге в справі «Українського національного центру» (1930—1932). Наприкінці 1931 року у Харкові відбувся черговий судовий процес у цій справі; засудили до 6 років таборів. 9 вересня 1937 року Особливою трійкою при Управлінні НКВС по Іванівській області засуджений до розстрілу. Згідно інших джерел, помер 1934 року на засланні.

## Доробок
- «Два роки з Іваном Франком» // Всесвіт. — 1926. — № 10;
- «Франко в роках 1911—12: Уривки із споминів» // Україна. — 1926. — кн. 6 (20);
- «Стефаник про себе» // Плужанин. — 1927. — № 3.